# Roger Sherman Baldwin

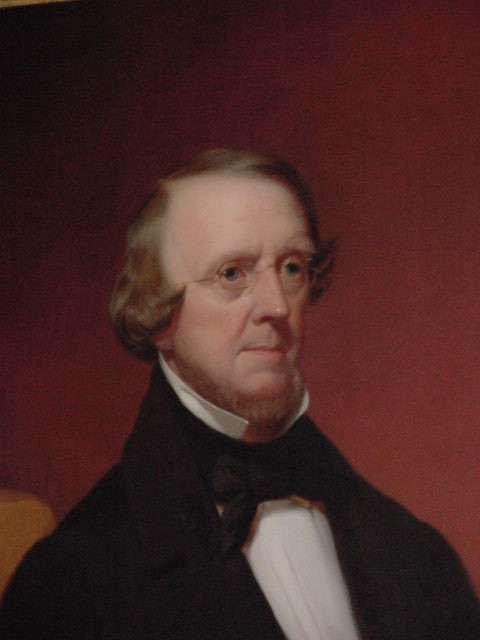
Roger Sherman Baldwin

Roger Sherman Baldwin (* 4. Januar 1793 in New Haven, Connecticut; † 19. Februar 1863 ebenda) war ein US-amerikanischer Politiker, Gouverneur und US-Senator des US-Bundesstaates Connecticut. Er war Mitglied der Whig Party.

## Frühe Jahre und politischer Aufstieg
Roger Sherman Baldwin, Enkel von Roger Sherman, dem einzigen Mann, der alle amerikanischen Gründungsdokumente unterzeichnete, wurde 1793 in New Haven geboren. Sein Vater war Simeon Baldwin (1761–1851), der zwischen 1803 und 1805 Kongressabgeordneter von Connecticut war. Er graduierte 1811 an der Yale University und begann im nachfolgenden Jahr Jura an der Litchfield Law School zu studieren. Baldwins bedeutendster Fall in seiner juristischen Laufbahn waren die Amistad-Prozesse, als er die Freiheit der Sklaven gewann, die auf dem spanischen Frachtschiff La Amistad rebellierten und bis auf zwei Männer der gesamten Mannschaft alle töteten. Sie fanden von 1839 bis 1841 statt. Baldwin entschloss sich erst spät in die Politik zu gehen. Er kandidierte 1837 für den Senat von Connecticut und siegte; 1838 wurde er wiedergewählt. Anschließend wurde er 1840 und 1841 in das Repräsentantenhaus von Connecticut gewählt.

## Gouverneur von Connecticut
Baldwin gewann 1844 die Gouverneursnominierung der Whigs und wurde im selben Jahr durch eine Legislativabstimmung (116 zu 93) zum Gouverneur von Connecticut gewählt. Er wurde für eine zweite Amtszeit 1845 bestätigt. Während seiner Amtszeit war die Gesetzgebung damit beschäftigt, das Zensuswahlrecht zu beseitigen. Ferner versuchte er den Schwarzen das Wahlrecht zu genehmigen, aber scheiterte dabei. Baldwin entschied sich, nicht noch einmal als Gouverneur von Connecticut zu kandidieren. Er verließ am 1. November 1847 sein Amt, um eine freie Stelle im US-Senat zu füllen, die er dann bis 1851 hielt.

## Weiterer Lebenslauf
Er war auch 1861 ein Delegierter beim Washington Peace Congress, welcher angedacht war den bevorstehenden Krieg zu verhindern. Roger Sherman Baldwin verstarb am 19. Februar 1863 und wurde auf dem Grove Street Cemetery beigesetzt. Er war mit Emily Perkins verheiratet. Das Paar hatte neun gemeinsame Kinder. Sein Sohn Simeon Eben Baldwin hatte zwischen 1911 und 1915 ebenfalls das Amt des Gouverneurs von Connecticut.

## Film
Eine vereinfachte Darstellung der Ereignisse betreffend der Amistad-Prozesse wurde 1997 in einem Film unter dem Titel „Amistad“ verfilmt. Matthew McConaughey spielte dabei Roger Sherman Baldwin.